# Отдел „За работа сред жените“ при ЦК на БКП (1951 – 1957)
Отделът „За работа сред жените“ при ЦК на БКП е помощен орган на ЦК на БКП в периода 1951–1957.
Преди създаването на отдела работата на БКП сред жените се ръководи от „Масовия отдел“ на ЦК, към който има женска комисия, по-късно женски сектор. След разформироването на „Масовия отдел“ през 1946 г. към Секретариата на ЦК се образува женска комисия, а през 1947 г. комисията преминава към отдел „Пропаганда и агитация“. Пленумът на ЦК на БКП от 23 април 1951 г. решава да се създадат женотдели към ЦК и местни партийни комитети. На 12 юни 1951 г. излиза инструкция на ЦК на БКП за задачите и устройството на женотделите при ЦК и местните партийни комитети. След юни 1954 г. отделът се преименува в отдел „За работа сред жените“, но по същество работата му не се изменя.
Прекратява своята дейност по решение на Политбюро от 13 юли 1957 г. и става сектор към новосъздадения отдел „За работа с народните съвети и масовите организации“. След закриването и на този отдел през декември 1962 г. секторът преминава към отдел „Организационен“.